# Septimiu Câmpeanu
Septimiu Câmpeanu (n. 12 iulie 1957) este un fotbalist român retras din activitate.  A fost golgeterul Diviziei A ediția 1979-1980, marcând 24 goluri pentru U Cluj.

## Carieră
Fiind nepotul deja legendarului Remus Câmpeanu, Septimiu s-a legitimat în 1970 la Universitatea Cluj -Napoca, trecând, pas cu pas, pe la toate grupele de copii și juniori a echipei.
Primul meci, de debut în Divizia A, este la București în anul 1974, în meciul pierdut (2-4) cu Steaua București . Cuplul de antrenori Silviu Avram & Vasile Băluțiu a trimis următoarea echipă: Lăzăreanu- Poraczky, Pecks, Vasiliu, Căpusan (’75 Furnea)- Anca, Hurloi, Câmpeanu II- Batacliu, Uifăleanu (’46 Coca), Barbu. De remarcat că în acest meci portarul Lăzăreanu a scăpat mingea în poartă (foarte ușor), primind nota 4 !
În perioada 1974-1981 a fost titular incontestabil în echipa studențească, câștigându-și aprecierea publicului datorită talentului rar întâlnit, dar și a caracterului său frumos. Sezonul 1979- 1980 reprezintă un campionat prolific pentru Tim, în care marchează 24 de goluri, devenind astfel golgeterul României.
În 1982 s-a transferat la Steaua București, dar după numai doi ani revine la echipa pe care o iubește, Universitatea Cluj, ajutând-o prin cele 11 goluri marcate să revină în Divizia A. Ultimele trei sezoane la ”Șepcile Roșii” reprezintă pentru Septimiu Câmpeanu o perioadă fastă, în care mai înscrie inca 35 de goluri pentru Universitatea, rămânând astfel pentru totdeauna în inimile celor care poartă în suflet simbolul ”U”.
Fotbalist complet , cu un bogat registru tehnico-tactic. În prima divizie a adunat 194 de meciuri și a marcat 81 de goluri. Are 3 selecționări la echipa națională.

## Activitate profesională. Viața personală
Absolvent al Facultății de Geologie. Din motive personale, a părăsit România, imediat după terminarea sezonului 1987-1988, stabilindu-se în Germania.

## Despre Tim…
```
”Tim a fost unul din marile talente pe care le-a dat pământul românesc și cu siguranță a fost cel mai fair-play fotbalist pe care l-am cunoscut. Sunt mândru și bucuros pentru faptul că am fost coleg cu el.”
```

Vasile Dobrău

## Individual
- Meciuri jucate în Divizia A: 277 meciuri - 117 goluri.
- Golgeter al Diviziei A: 1980.
- Meciuri la echipa olimpică: 2 meciuri - 0 goluri
- România U-21: 4 meciuri - 0 goluri

1 Aparițiile și golurile din Prima ligă în sezoanele 1976-77, 1977-78, 1978-79 și 1984-85 Liga secundă la Universitatea Cluj-Napoca sunt necunoscute.